# Ерін (ураган, 2025)
Ураган «Ерін» (англ. Hurricane Erin) – активний тропічний циклон, що нині проходить біля узбережжя північних Підвітряних островів і Пуерто-Рико. П'ятий пойменований шторм та перший великий ураган сезону ураганів в Атлантиці 2025 року.
Попередник циклону викликав сильну повінь у деяких районах Кабо-Верде, внаслідок чого в Сан-Вісенті загинуло дев'ятеро людей. 11 серпня за п'ять годин випало понад 178 міліметрів опадів. У той же день уряд Кабо-Верде оголосив про надзвичайний стан для Сан-Вісенте та Санту-Антан.

## Метеорологічна історія

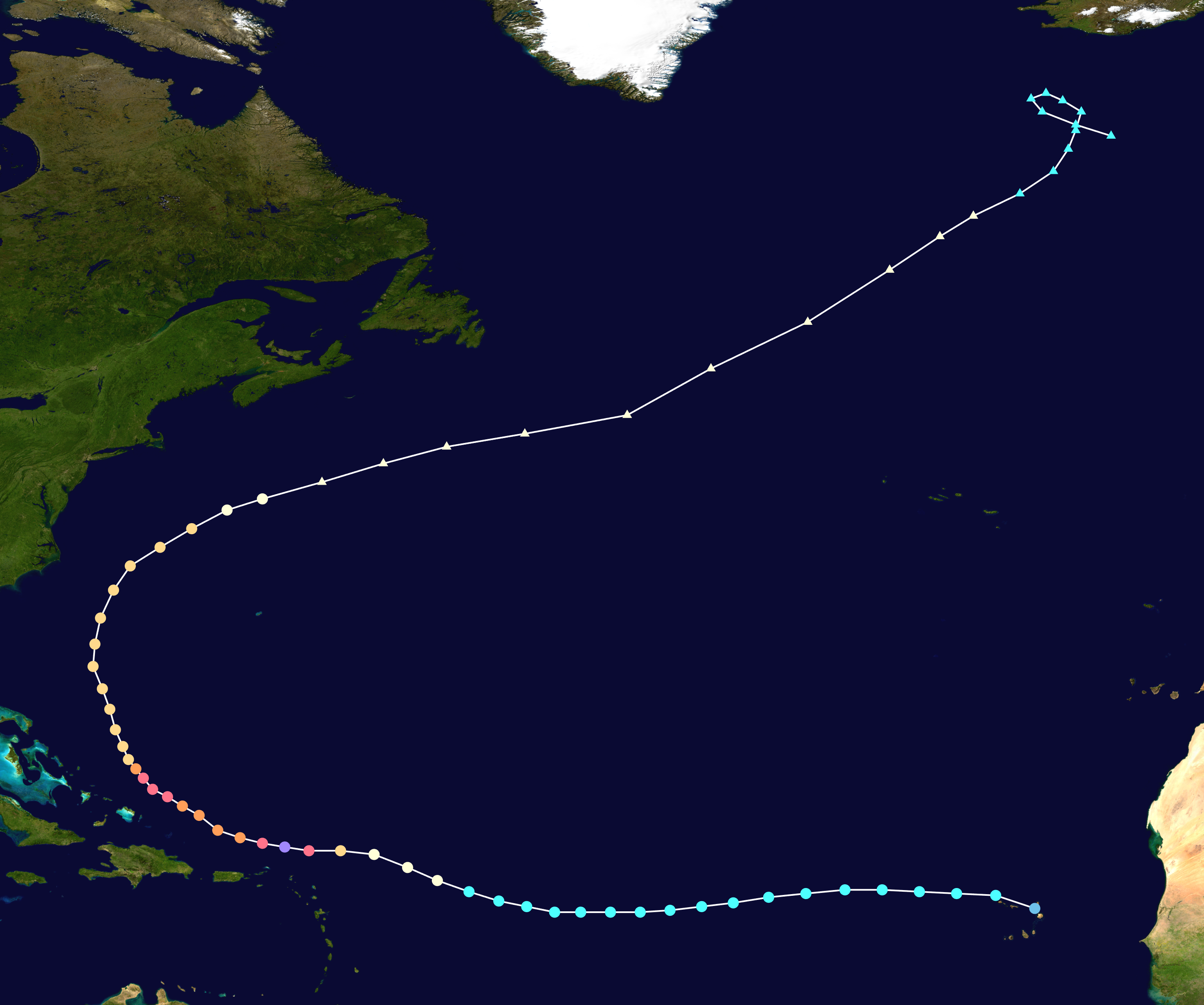
Карта шляху і інтенсивності Урагану Ерін за шкалою Саффіра–Сімпсона

Посилення урагану було найшвидшим серед усіх атлантичних тропічних циклонів, зареєстрованих до 1 вересня. Він також є другим за інтенсивністю ураганом, що утворився до 16 серпня, після Аллена.

## Наслідки та вплив
Сильні дощі через призвели до значної повені на островах Кабо-Верде, особливо на північно-західному острові Сан-Вісенте, зливи затопили острів транспортні засоби були змиті, а кілька будинків отримали пошкодження. Усього за п'ять годин на Сан-Вісенті випало 7,57 дюйма (192 мм) опадів, згідно з даними Національного інституту метеорології та геофізики уряду Кабо-Верде. Через раптову повінь загинуло дев'ять людей, включаючи чотирьох дітей, за даними Міністерства освіти країни. Семеро людей потонули в результаті повеней, а ще один був убитий електричним струмом. Ще п'ять людей вважаються зниклими безвісти, а 1500 людей покинули свої домівки через повені. Сміття і дерева, що впали, перекрили дороги, а відключення електроенергії торкнулися більшої частини острова. Також було пошкоджено різні комерційні будівлі.
У відповідь на значні збитки та загибель людей уряд Кабо-Верде оголосив надзвичайний стан на Сан-Вісенті та сусідньому острові Санту-Антан. Національну службу цивільного захисту країни було розгорнуто на островах для усунення шкоди інфраструктурі. Група Світового банку виділила 10 мільйонів доларів США на відновлювальні роботи після шторму.